# ألان اوتي
ألان اوتي (بالإنجليزية: Allan Ottey)‏ هو لاعب كرة قدم جامايكي ، مواليد 18 ديسمبر 1992م، يلعب بمركز الهجوم، ومثل منتخب جامايكا لكرة القدم في بطولة كوبا أمريكا 2015 التي أقيمت في تشيلي .

## وصلات خارجية
- ألان اوتي على موقع قاعدة بيانات كرة القدم.إي يو (الإنجليزية)
- ألان اوتي على موقع Soccerway.com (الإنجليزية)
- ألان اوتي على موقع كووورة
- ألان اوتي على موقع AS.com (الإسبانية)